# Haarlemse verovering van Damiate

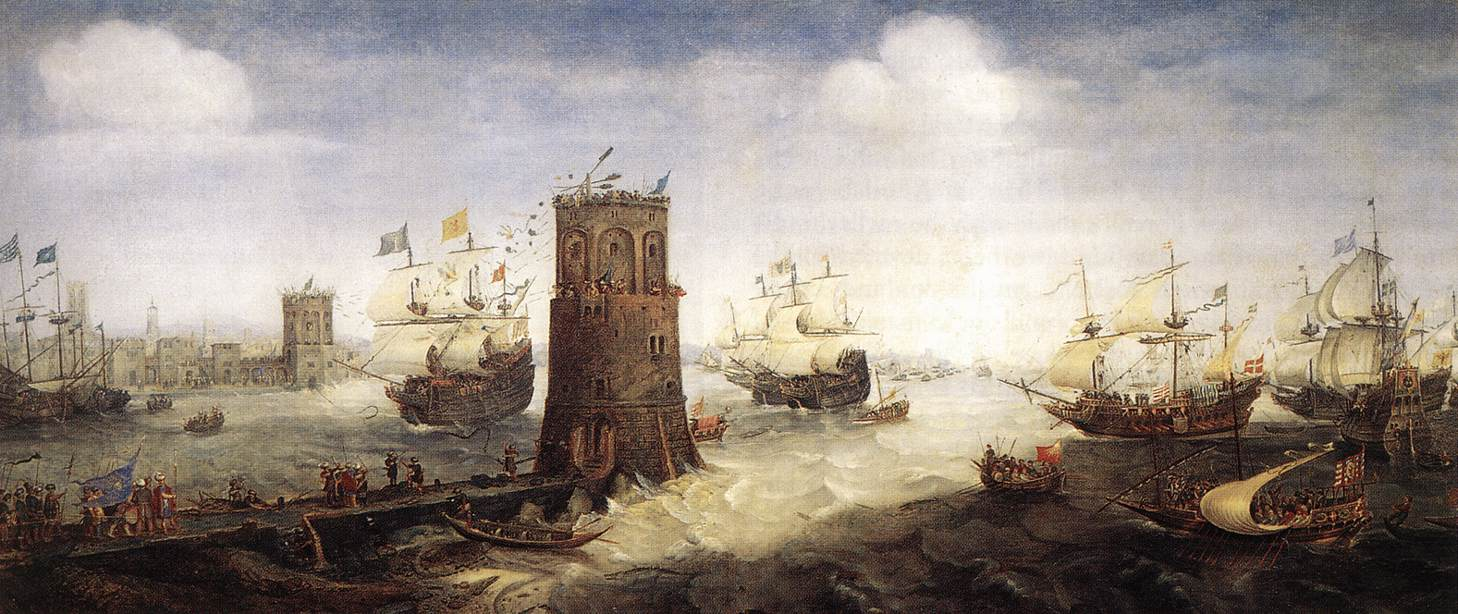
Een Haarlems schip doorbreekt de ketting bij Damiate die de toegang tot de Nijl blokkeert. Geschilderd door Cornelis Claesz. van Wieringen in 1628.

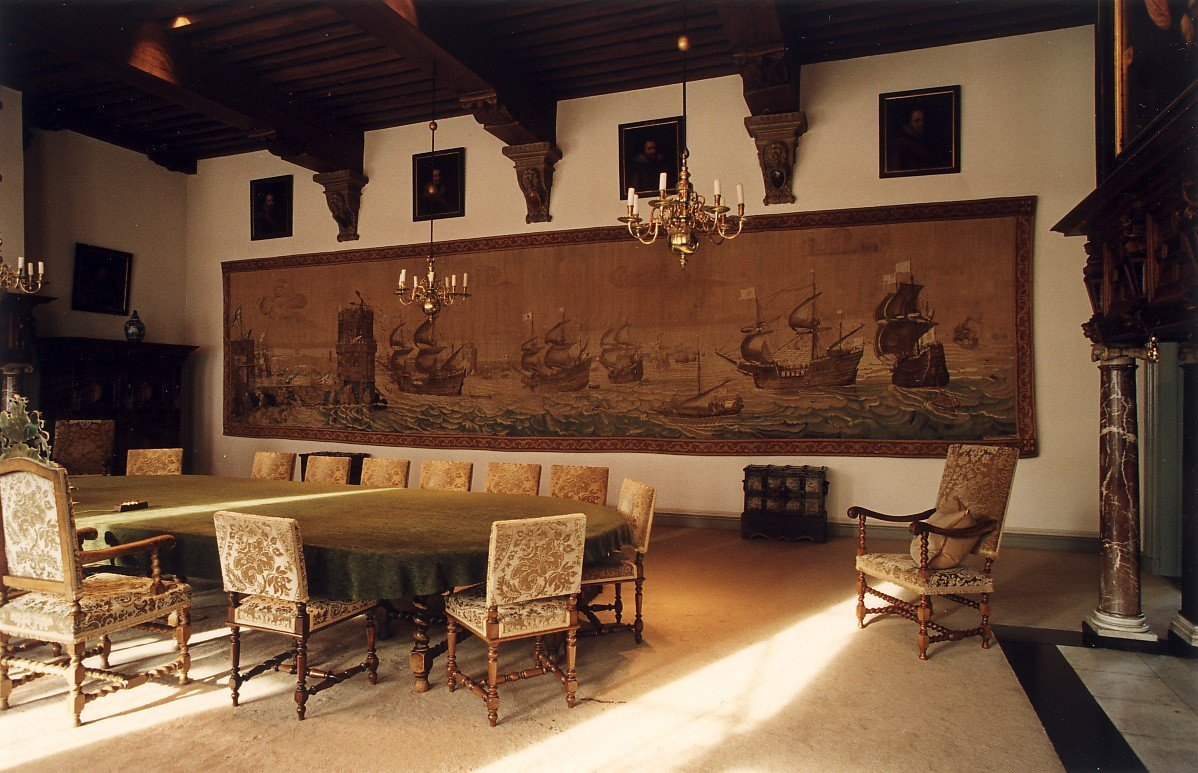
Wandkleed van Van Wieringen in de kamer van burgemeester en wethouders in het stadhuis van Haarlem.

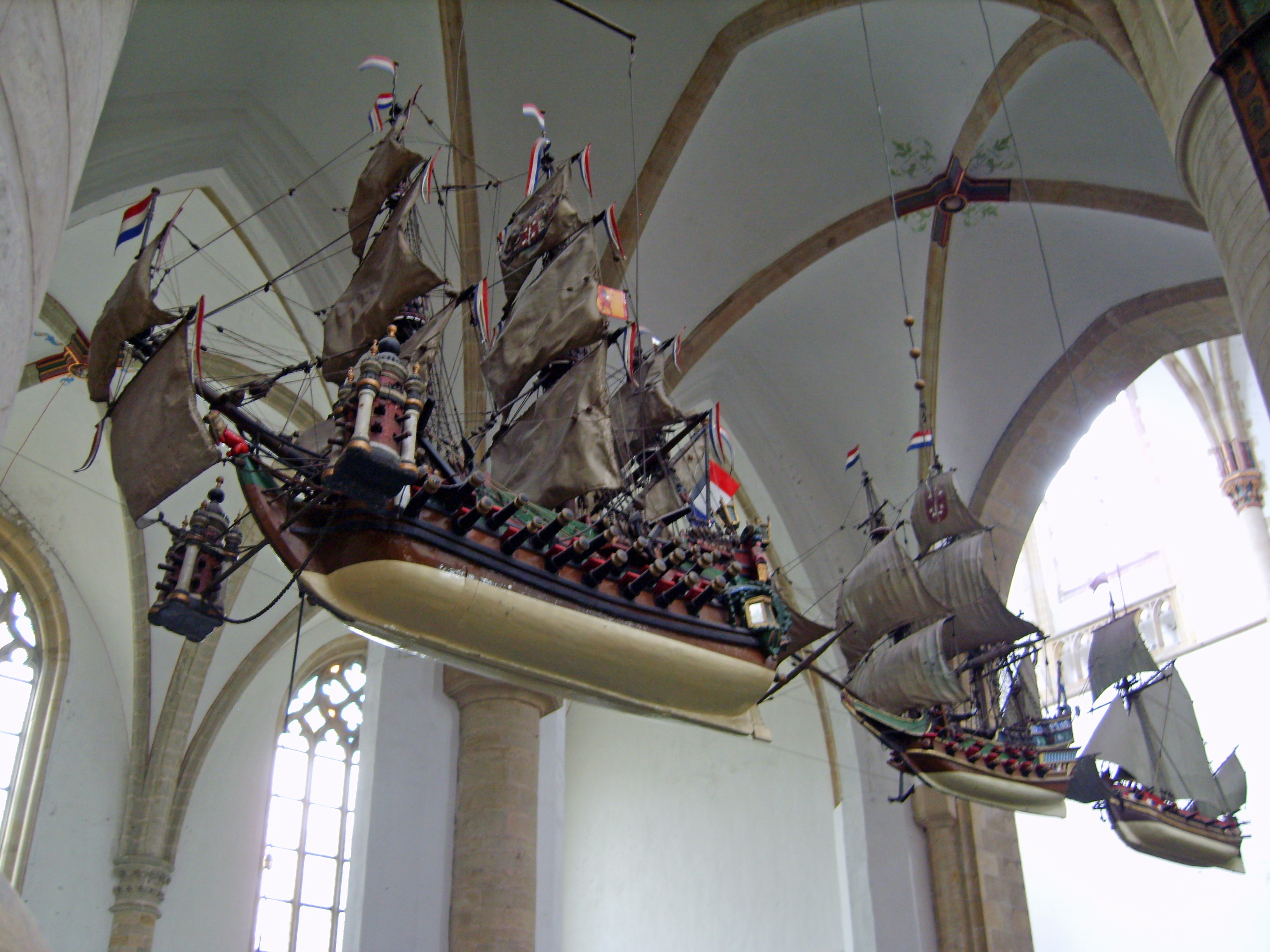
Scheepsmodel in de Sint Bavokerk dat het zaagschip verbeeldt.

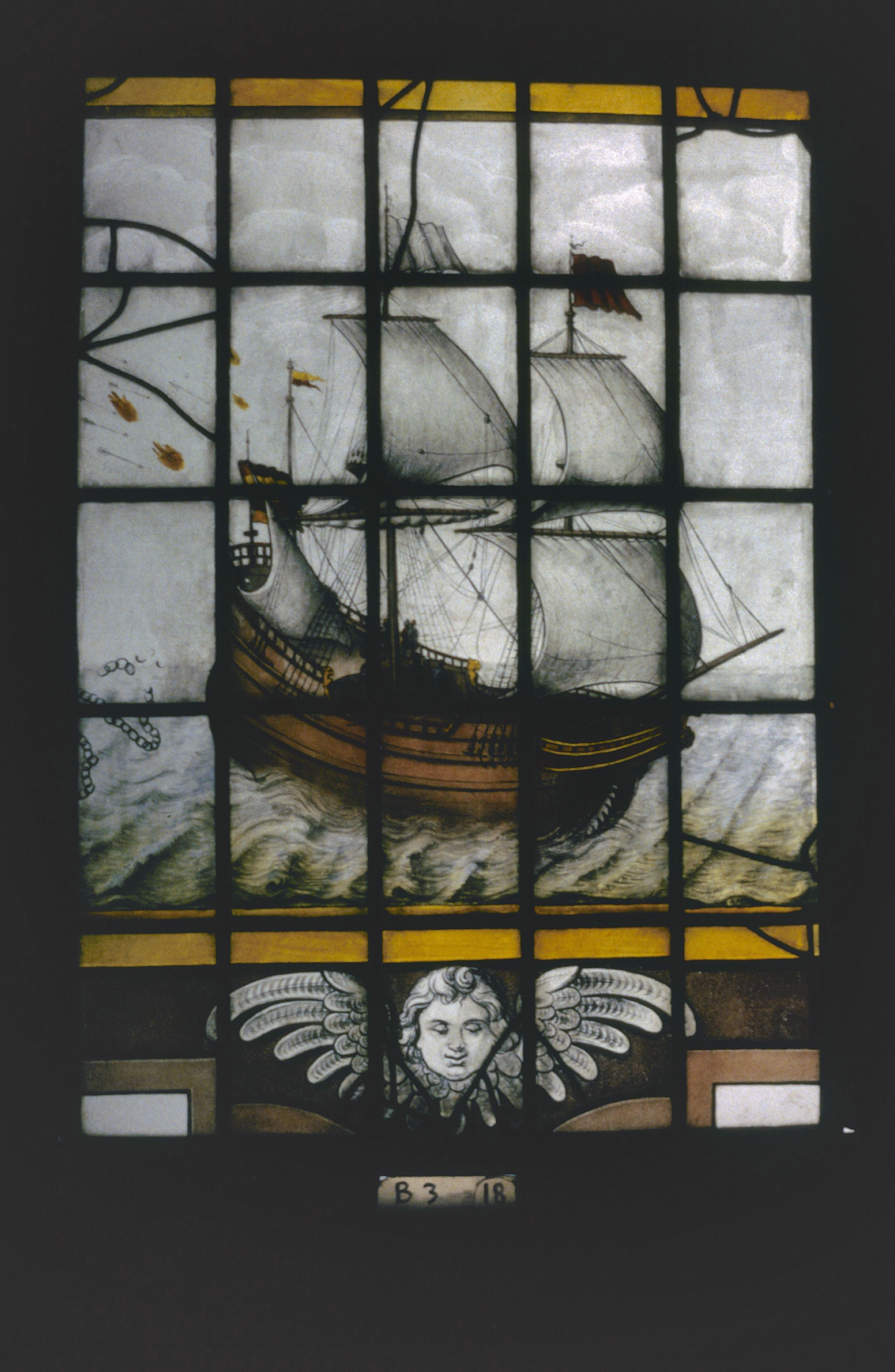
Deel van gebrandschilderd glas "Haarlem" in de Hervormde kerk in De Rijp

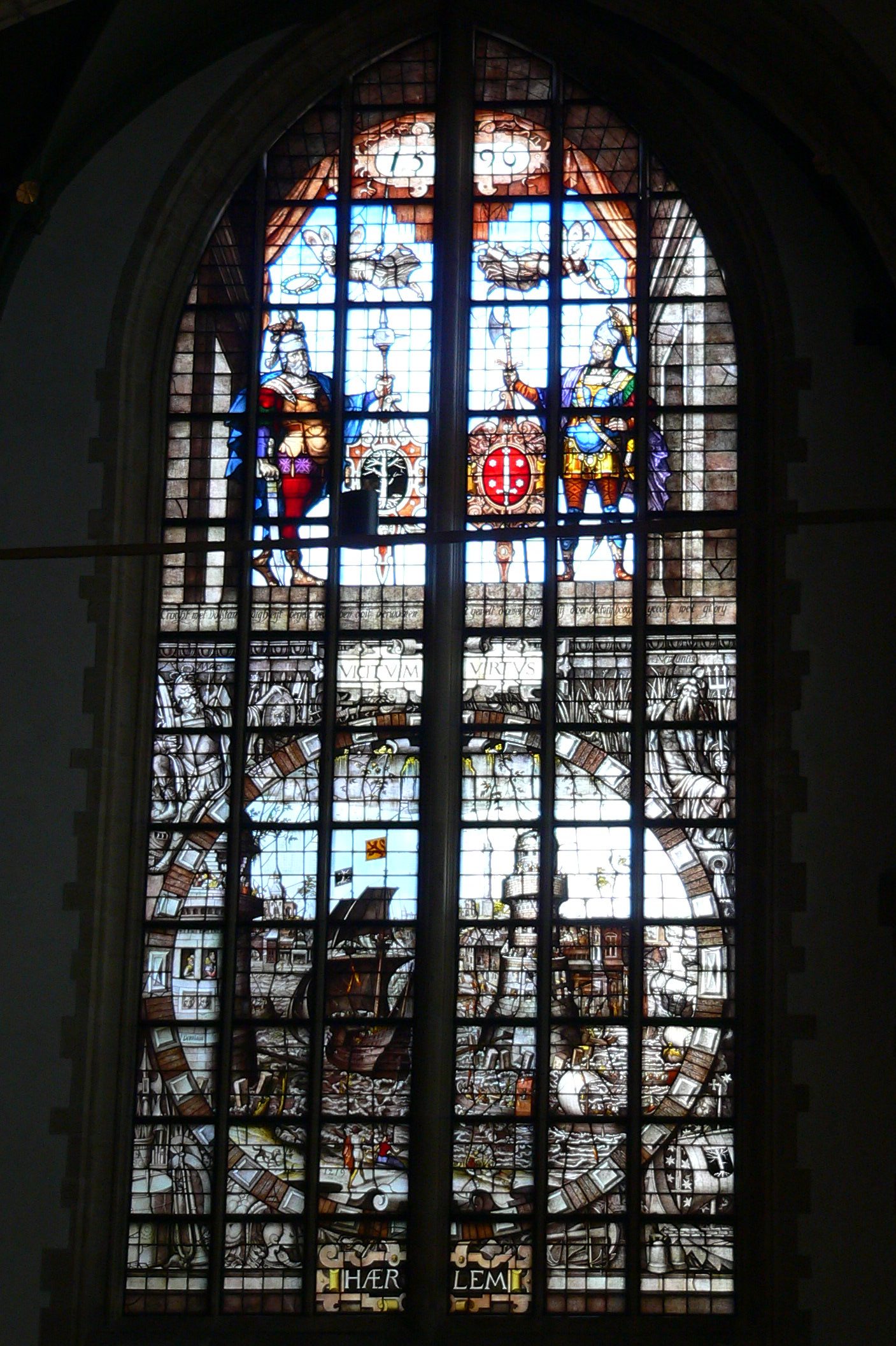
Raam in de Sint-Janskerk in Gouda

De Haarlemse verovering van Damiate is een legende waarin Haarlem een belangrijke rol had bij de verovering van Damietta. Haarlemmers zouden de havenketting over de Nijl hebben kapotgevaren met een schip met een zaag op de boeg.
De rol van de Haarlemmers lijkt een legende. Bronnen uit de dertiende eeuw noemen de Haarlemmers noch het zaagschip. Pas vanaf de veertiende en vijftiende eeuw duiken deze verhalen op. In 1612 constateerde Petrus Scriverius dat geen enkele oorspronkelijke bron het zaagschip vermeldde. Daarbij was Willem I al voor de val van de stad naar huis teruggekeerd.

## Herinneringsmonumenten
In 1628 maakte Cornelis Claesz. van Wieringen een schilderij in opdracht van de Haarlemse Cluveniersschutterij voor de schoorsteenmantel van de kapiteinskamer. Het schilderij bevindt zich in het Frans Hals Museum.
Het jaar daarop ontwierp Van Wieringen een wandtapijt over deze gebeurtenis in opdracht van het stadsbestuur van Haarlem voor de vroedschapskamer. Het tapijt van Van Wieringen is 10,75 meter lang en 2,40 hoog en geweven door Joseph Thienpont. Het is het grootste wandtapijt uit de zeventiende eeuw en hangt nog steeds in het stadhuis van Haarlem. 
Elke avond zijn vanuit de toren van de Grote Kerk de Damiaatjes nog te horen die ook herinneren aan de verovering van Damiate. Deze klokjes zijn ook verwerkt in het Wapen van Haarlem. De Damiaatjes zijn niet uit Damiate afkomstig, maar hangen volgens een zestiende-eeuwse bron pas vanaf 1564 in de kerktoren. In de Grote Kerk hangen ook twee 17e-eeuwse scheepsmodellen die de verovering uitbeelden. In 1585 is in het Westraam van de Grote Kerk een Godsvoorstelling vervangen door een tafereel over de verovering, ontworpen door Willem Thybaut.
De Haarlemse stadsregering schonk een gebrandschilderd raam, ontworpen door Pieter Holsteyn met de geschiedenis van Damiate aan de Hervormde kerk in De Rijp. Ook de gebrandschilderde glazen in de Grote of Sint-Janskerk in Gouda bevatten een raam geschonken door Haarlem over de verovering van Damiate. Een glas-in-loodraam met het thema is in 1870 overgeplaatst uit de kerk van Bloemendaal naar het stadhuis van Haarlem. Een raam is ook geschonken aan de Oosterkerk in Hoorn en de kerk in Warder.